# 萨韦尔
萨韦尔（Sawer），是印度中央邦Indore县的一个城镇。总人口13146（2001年）。

## 人口
该地2001年总人口13146人，其中男性6799人，女性6347人；0—6岁人口1890人，其中男976人，女914人；识字率64.35%，其中男性为74.26%，女性为53.74%。